# Campionati del mondo di atletica leggera 2015 - 3000 metri siepi femminili
La gara dei 3000 metri siepi femminili dei Campionati del mondo di atletica leggera 2015 si è svolta tra il 24 e il 26 agosto.

## Podio
| Pos.    | Atleta                | Nazionalità | Misura  |
| ------- | --------------------- | ----------- | ------- |
| Oro     | Hyvin Jepkemoi        | Kenya       | 9'19"11 |
| Argento | Habiba Ghribi         | Tunisia     | 9'19"24 |
| Bronzo  | Gesa Felicitas Krause | Germania    | 9'19"25 |

## Situazione pre-gara

### Record
Prima di questa competizione, il record del mondo e il record dei campionati erano i seguenti.
| Record                | Prestazione | Atleta                          | Data                           | Competizione                |
| --------------------- | ----------- | ------------------------------- | ------------------------------ | --------------------------- |
| Record mondiale       | 8'58"81     | Gulnara Samitova-Galkina Russia | 17 agosto 2008 Pechino, Cina   | Giochi della XXIX Olimpiade |
| Record dei campionati | 9'06"57     | Yekaterina Volkova Russia       | 27 agosto 2007 Osaka, Giappone | Campionati del mondo 2007   |

### Campionesse in carica
Le campionesse in carica, a livello mondiale e continentale, erano:
| Campionessa | Atleta                     | Prestazione | Data                              | Competizione               |
| ----------- | -------------------------- | ----------- | --------------------------------- | -------------------------- |
| Olimpico    | Julija Zaripova Russia     | 9'06"72     | 6 agosto 2012 Londra, Regno Unito | Giochi della XXX Olimpiade |
| Mondiale    | Milcah Chemos Cheywa Kenya | 9'11"65     | 13 agosto 2013 Mosca, Russia      | Mondiali 2013              |

### La stagione
Prima di questa gara, le atlete con le migliori tre prestazioni dell'anno erano:
| Pos. | Atleta                         | Prestazione | Data                                        |
| ---- | ------------------------------ | ----------- | ------------------------------------------- |
| 1    | Habiba Ghribi Tunisia          | 9'11"28     | 17 luglio 2015 Monaco, Principato di Monaco |
| 2    | Hyvin Jepkemoi Kenya           | 9'12"51     | 17 luglio 2015 Monaco, Principato di Monaco |
| 3    | Virginia Nyambura Nganga Kenya | 9'13"85     | 17 luglio 2015 Monaco, Principato di Monaco |

## Risultati

### Batterie
I 3 migliori tempi di ogni batteria (Q) e i successivi migliori 6 tempi (q) si qualificano per la finale.
| Pos. | Batteria | Nome                  | Nazionalità   | Tempo    | Note                                     |
| ---- | -------- | --------------------- | ------------- | -------- | ---------------------------------------- |
| 1    | 2        | Habiba Ghribi         | Tunisia       | 9:24.38  | Q                                        |
| 2    | 2        | Gesa Felicitas Krause | Germania      | 9:24.92  | Q                                        |
| 3    | 1        | Hiwot Ayalew          | Etiopia       | 9:25.55  | Q                                        |
| 4    | 2        | Rosefline Chepngetich | Kenya         | 9:25.91  | Q,                                       |
| 5    | 3        | Hyvin Jepkemoi        | Kenya         | 9:26.19  | Q                                        |
| 6    | 3        | Sofia Assefa          | Etiopia       | 9:26.47  | Q                                        |
| 7    | 3        | Emma Coburn           | Stati Uniti   | 9:27.19  | Q                                        |
| 8    | 2        | Lalita Babar          | India         | 9:27.86  | q,                                       |
| 9    | 3        | Fadwa Sidi Madane     | Marocco       | 9:27.87  | q,                                       |
| 10   | 3        | Ruth Jebet            | Bahrein       | 9:27.93  | q                                        |
| 11   | 2        | Salima El Ouali Alami | Marocco       | 9:28.18  | q                                        |
| 12   | 1        | Virginia Nyambura     | Kenya         | 9:28.50  | Q                                        |
| 13   | 2        | Colleen Quigley       | Stati Uniti   | 9:29.09  | q                                        |
| 14   | 1        | Stephanie Garcia      | Stati Uniti   | 9:29.34  | Q                                        |
| 15   | 2        | Özlem Kaya            | Turchia       | 9:30.23  | q,                                       |
| 16   | 1        | Madeline Heiner       | Australia     | 9:30.79  |                                          |
| 17   | 3        | Etenesh Diro          | Etiopia       | 9:31.97  |                                          |
| 18   | 1        | Amina Bettiche        | Algeria       | 9:36.10  | Miglior prestazione personale stagionale |
| 19   | 1        | Geneviève Lalonde     | Canada        | 9:36.83  |                                          |
| 20   | 2        | Mariya Shatalova      | Ucraina       | 9:36.87  | Miglior prestazione personale            |
| 21   | 1        | Maruša Mišmaš         | Slovenia      | 9:37.73  |                                          |
| 22   | 3        | Genevieve LaCaze      | Australia     | 9:39.35  |                                          |
| 23   | 3        | Sandra Eriksson       | Finlandia     | 9:39.64  |                                          |
| 24   | 2        | Birtukan Fente        | Etiopia       | 9:39.77  |                                          |
| 25   | 2        | Erin Teschuk          | Canada        | 9:40.07  | Miglior prestazione personale            |
| 26   | 2        | Victoria Mitchell     | Australia     | 9:43.73  |                                          |
| 27   | 3        | Lucie Sekanová        | Rep. Ceca     | 9:45.72  |                                          |
| 28   | 2        | Silvia Danekova       | Bulgaria      | 9:46.31  |                                          |
| 29   | 2        | Sara Louise Treacy    | Irlanda       | 9:48.24  |                                          |
| 30   | 3        | Klara Bodinson        | Svezia        | 9:50.13  |                                          |
| 31   | 2        | Charlotta Fougberg    | Svezia        | 9:50.79  |                                          |
| 32   | 1        | Camilla Richardsson   | Finlandia     | 9:53.13  |                                          |
| 33   | 1        | Michelle Finn         | Irlanda       | 9:55.27  |                                          |
| 34   | 1        | Muriel Coneo          | Colombia      | 9:55.53  |                                          |
| 35   | 3        | Tuğba Güvenç          | Turchia       | 9:58.07  |                                          |
| 36   | 1        | Lyudmila Lebedeva     | Russia        | 9:58.65  |                                          |
| 37   | 1        | Rosa Flanagan         | Nuova Zelanda | 10:00.71 |                                          |
| 38   | 3        | Natalya Aristarkhova  | Russia        | 10:02.79 |                                          |
| 39   | 3        | Kerry O'Flaherty      | Irlanda       | 10:05.10 |                                          |
| 40   | 3        | Zhang Xinyan          | Cina          | 10:13.25 |                                          |
| 41   | 2        | Ekaterina Doseykina   | Russia        | 10:13.26 |                                          |
| 42   | 3        | Rolanda Bell          | Panama        | 10:33.78 |                                          |
|      | 1        | Sviatlana Kudzelich   | Bielorussia   | dnf      |                                          |
|      | 1        | Hanane Ouhaddou       | Marocco       | dq       |                                          |
|      | 1        | Aisha Praught         | Giamaica      | dq       |                                          |

### Finale
| Pos. | Nome                  | Nazionalità | Tempo   | Note                                     |
| ---- | --------------------- | ----------- | ------- | ---------------------------------------- |
|      | Hyvin Jepkemoi        | Kenya       | 9:19.11 |                                          |
|      | Habiba Ghribi         | Tunisia     | 9:19.24 |                                          |
|      | Gesa Felicitas Krause | Germania    | 9:19.25 | Miglior prestazione personale            |
| 4    | Sofia Assefa          | Etiopia     | 9:20.01 | Miglior prestazione personale stagionale |
| 5    | Emma Coburn           | Stati Uniti | 9:21.78 |                                          |
| 6    | Hiwot Ayalew          | Etiopia     | 9:24.27 |                                          |
| 7    | Virginia Nyambura     | Kenya       | 9:26.21 |                                          |
| 8    | Lalita Babar          | India       | 9:29.64 |                                          |
| 9    | Stephanie Garcia      | Stati Uniti | 9:31.06 |                                          |
| 10   | Salima El Ouali Alami | Marocco     | 9:32.15 |                                          |
| 11   | Ruth Jebet            | Bahrein     | 9:33.41 |                                          |
| 12   | Colleen Quigley       | Stati Uniti | 9:34.29 |                                          |
| 13   | Özlem Kaya            | Turchia     | 9:34.66 |                                          |
| 14   | Fadwa Sidi Madane     | Marocco     | 9:41.45 |                                          |
| 15   | Rosefline Chepngetich | Kenya       | 9:46.08 |                                          |